# Университет Святого Иосифа (Бейрут)
Университет Святого Иосифа — частное католическое высшее учебное заведение, основанное иезуитами в 1875 году в Бейруте (Ливан) и известное своей школой права, экономики, бизнеса, технического образования, медицины и своим госпиталем Hôtel-Dieu de France. Университет имеет репутацию одного из лучших на Ближнем Востоке. Ливанское государство признаёт дипломы выпускников университета, а также выдаёт гранты учреждению. Как правило, преподавание в университете ведётся на французском языке.

## Кампусы
Бейрутские кампусы включают в себя:
- Кампус медицинских наук, улица Дамаскус
- Кампус науки и техники, Мар Рукоз
- Кампус социальных наук, улица Увелин
- Кампус гуманитарных наук, улица Дамаскус
- Кампус инноваций и спорта, улица Дамаскус (33°52′49″ с. ш. 35°30′51″ в. д.HGЯO)

3 региональных центра расположены в Сидоне (юг), Захле (Бекаа) и Триполи (север). Кроме того в университете работают 12 факультетов и 22 специализированные школы или институты, включая и Музей доисторического Ливана на улице Университета Святого Иосифа.
USJ имеет более чем 70 конвенций с иностранными университетами, в основном с Джорджтаунским университетом, расположенном в Вашингтоне, США, кроме того: более 200 профессоров в командировках по всему миру, административный офис в Париже и ещё несколько различных центров.
Университет Святого Иосифа известен своими медицинским, стоматологическим, экономическим факультетами и инженерными программами. Также Кампус социальных наук подготовляет сильный бакалавриат, позволяющий его студентам изучать программы M.Sc/M.A/MBA в ведущих университетах и бизнес-школах Франции, Италии, Испании, Германии, Великобритании, США и Канады.

## Известные выпускники и учёные
Ливанские президенты:
- Камиль Шамун
- Шарль Элу
- Ильяс Саркис
- Амин Жмайель
- Рене Моавад
- Башир Жмайель
- Ильяс Храуи

Ливанские министры:
- Ибрахим Наджар
- Зияд Баруд

Ливанские политики:
- Пьер Жмайель
- Мишель Шиха
- Камаль Джумблат
- Мишель Фараон
- Найла Моавад
- Фарид Аббуд
- Самир Джааджаа
- Жорж Адуан
- Карим Пакрадуни
- Мишель Эдде

Журналисты:
- Петер Шолл-Латур
- Жорж Корм

Религиозные лидеры:
- Насрулла Бутрос Сфейр
- Петер Ханс Кольвенбах
- митрополит Георгий (Ходр)

Писатели:
- Юаким Мубарак
- Салах Стети
- Амин Маалуф

Поэты:
- Надиа Туени

Лингвисты:
- Жозеф Элие Аун

Музыканты:
- Габриэль Яред
- Мари Кейруз

Теологи:
- Луис Шейкхo
- Самир Халиль Самир
- Джад Хатем
- Анри Ламменс

Общественные деятели:
- Габриэль Жмайель